# Irodagépipari és Finommechanikai Vállalat
A vállalat 1948. december 1-jén Irodagépértékesítő N. V. néven alakult irodagépek importálására és elosztására. 1949-ben államosított műhelyekkel, kisiparosokkal bővült. 1950-ben kettévált a kereskedelmi tevékenységet az Irodagépértékesítő Vállalat, míg az ipari tevékenységet az Irodagépipari Vállalat folytatta. 1956-ban vette fel a Irodagépipari és Finommechanikai Vállalat nevet.

## Bővítése
A vállalat a város különböző pontjain üzlethelyiségekben, pincékben volt elhelyezve. Közel kétszáz terméket gyártott, vagy forgalmazott. Az igények növekedése szükségessé tette a vállalat bővítését, 1958-ban megkapta a volt Járműgyár területét és épületeit a XIII. Jász utca 33-35. szám alatt, ahol felvonulási, és barakk épületekben került elhelyezésre. Később ezen a területen épült meg a vezérigazgatóság, és a törzsgyár irodaépületei, szerelőcsarnokai, üzemcsarnokai.
A vállalat többszöri átszervezés, profilrendezés után 1962-ben alakult ki, a szolgáltató részleg leválásával. Irodagéptechnikai Vállalat néven új vállalat alakult az eredeti Budapest, V. kerület Bécsi u. 8 szám alatti központi helyen.

### Anyagvizsgáló Készülékek Gyára
1950 nyaráig a Bulcsú utcában az MMG telephelyén működött az államosított Králik és Társa magánüzem is, mely később az Anyagvizsgáló Készülékek Gyára nevet vette fel. Az államosításkor 17 főt foglalkoztatott. A cégnek a XIV. kerületben, Zuglóban szétszórtan voltak telephelyei, összesen öt helyen. Tevékenysége fém- és textilipari anyagvizsgáló készülékeke gyártása volt, mintegy 30 típusféleséggel. 1962-ben az IGV-be került beolvasztásra.

### NDKkooperáció
Az új gazdasági mechanizmus szellemében tárgyalások folytak, majd megállapodtak az NDK-beli SECURA-Werke VEB által gyártott „A 20” típusú pénztárgép gyártására. A vállalat átvette ezen pénztárgépek gyártását és a továbbfejlesztésének jogát. A gyártás teljesen új technológiákat, fejlettebb gyártási módszerekre való átállást igényelt. A régi, hagyományos technológiák nagy része megszüntetésre, vagy áttelepítésre került. A nagy sorozatú gyártásra szalagrendszert vezettek be.

### Tőkés kooperáció
Tárgyalásokat folytattak, melynek eredményeként kooperációs szerződés jött létre az NSZK-beli Anker Werke AG, Bielefeld valamint a svájci HPI és az IGV között. Felhasználva az Anker cég nagy pénztárgép gyártási tapasztalatát kooperációs szerződést kötöttek, melyben négy cég vett részt (Anker Bielefeld, Anker Graz, ZVS Csehszlovákia és az IGV). A kooperáció keretében közösen gyártották az F8 típusú pénztárgépek alkatrészeit, részszerelvényeit.
A svájci HPI céggel licenc szerződést kötöttek táskaírógépek és irodai írógépek gyártására és egy részének visszaszállítására.

### Vidéki ipartelepítés
A felfutott termelés biztosítására - összhangban a kormány ipartelepítési koncepciójával - vidéki gyártóhelyeket kellett létesíteni. Így hozták létre 1969. január 1-jén Kecskeméten a Sokszorosítógép Gyárat, és 1970. július 1-jén Kiskőrösön a Finommechanikai Gyárat, majd 1971 második félévében elkezdte az I. számú üzem telepítését Vasad községben.

## Műszaki fejlesztés
A licencvásárlások új, korszerű technológiákat és konstrukciókat honosítottak meg. Ezen túlmenően a vállalat nagy súlyt fektetett a műszaki fejlesztésre. Így került kifejlesztésre az automata szedőíró, a Staticop elektrosztatikus gyorsmásoló, valamint a Ratus pénztárgép család.
A gyárban került kifejlesztésre és megépítésre az első magyar fejlesztésű és gyártású elektronikus pénztárgép. Az első kivitelben L-TTL integrált áramkörökkel működött.Ennek a gyakorlatban nem volt használati értéke.
A kecskeméti gyárban készült az első igazán gyártható és használható elektronikus gép az EP-06-os, melynek a vezérlése a 8080-as processzorcsalád elemeiből épült fel és szinte kizárólag szovjet és hazai eszközöket tartalmazott.
Bajnóczy László és Szabó József villamosmérnökök voltak akik az első darabokat saját kezűleg készítették el. Ugyancsak ők és munkatársaik ültették át gyártásba ezt az akkor rendkívül piacképes hazai gyártmányt.